# Chantenay-Villedieu
Chantenay-Villedieu és un municipi francès situat al departament del Sarthe i a la regió de País del Loira. L'any 2007 tenia 880 habitants.

## Demografia

### Població
El 2007 la població de fet de Chantenay-Villedieu era de 880 persones. Hi havia 349 famílies de les quals 94 eren unipersonals (57 homes vivint sols i 37 dones vivint soles), 103 parelles sense fills, 127 parelles amb fills i 25 famílies monoparentals amb fills.
La població ha evolucionat segons el següent gràfic:
Habitants censats

### Habitatges
El 2007 hi havia 418 habitatges, 347 eren l'habitatge principal de la família, 35 eren segones residències i 37 estaven desocupats. 397 eren cases i 21 eren apartaments. Dels 347 habitatges principals, 242 estaven ocupats pels seus propietaris, 102 estaven llogats i ocupats pels llogaters i 3 estaven cedits a títol gratuït; 3 tenien una cambra, 22 en tenien dues, 61 en tenien tres, 90 en tenien quatre i 171 en tenien cinc o més. 241 habitatges disposaven pel capbaix d'una plaça de pàrquing. A 159 habitatges hi havia un automòbil i a 151 n'hi havia dos o més.

### Piràmide de població
La piràmide de població per edats i sexe el 2009 era:
| Homes | Edats   | Dones |
| ----- | ------- | ----- |
| 0     | 95 o +  | 4     |
| 4     | 90 a 94 | 4     |
| 4     | 85 a 89 | 4     |
| 0     | 80 a 84 | 8     |
| 16    | 75 a 79 | 20    |
| 12    | 70 a 74 | 32    |
| 20    | 65 a 69 | 12    |
| 20    | 60 a 64 | 20    |
| 8     | 55 a 59 | 24    |
| 32    | 50 a 54 | 12    |
| 12    | 45 a 49 | 28    |
| 20    | 40 a 44 | 8     |
| 28    | 35 a 39 | 32    |
| 44    | 30 a 34 | 32    |
| 44    | 25 a 29 | 20    |
| 8     | 20 a 24 | 20    |
| 20    | 15 a 19 | 20    |
| 16    | 10 a 14 | 16    |
| 24    | 5 a 9   | 32    |
| 40    | 0 a 4   | 16    |

## Economia
El 2007 la població en edat de treballar era de 526 persones, 418 eren actives i 108 eren inactives. De les 418 persones actives 393 estaven ocupades (227 homes i 166 dones) i 24 estaven aturades (9 homes i 15 dones). De les 108 persones inactives 39 estaven jubilades, 41 estaven estudiant i 28 estaven classificades com a «altres inactius».

### Ingressos
El 2009 a Chantenay-Villedieu hi havia 348 unitats fiscals que integraven 889 persones, la mediana anual d'ingressos fiscals per persona era de 16.479 €.

### Activitats econòmiques
Dels 32 establiments que hi havia el 2007, 2 eren d'empreses extractives, 1 d'una empresa alimentària, 1 d'una empresa de fabricació d'altres productes industrials, 5 d'empreses de construcció, 7 d'empreses de comerç i reparació d'automòbils, 1 d'una empresa de transport, 4 d'empreses d'hostatgeria i restauració, 1 d'una empresa d'informació i comunicació, 2 d'empreses financeres, 4 d'empreses de serveis, 2 d'entitats de l'administració pública i 2 d'empreses classificades com a «altres activitats de serveis».
Dels 10 establiments de servei als particulars que hi havia el 2009, 1 era un taller de reparació d'automòbils i de material agrícola, 1 guixaire pintor, 1 fusteria, 2 lampisteries, 1 electricista, 1 perruqueria, 2 restaurants i 1 saló de bellesa.
Dels 3 establiments comercials que hi havia el 2009, 1 era una botiga de menys de 120 m², 1 una fleca i 1 una carnisseria.
L'any 2000 a Chantenay-Villedieu hi havia 48 explotacions agrícoles que ocupaven un total de 2.760 hectàrees.

## Equipaments sanitaris i escolars
El 2009 hi havia una escola elemental integrada dins d'un grup escolar amb les comunes properes formant una escola dispersa.

## Poblacions més properes
El següent diagrama mostra les poblacions més properes.